# Lars Grini
Lars Grini (* 29. Juni 1944 in Gran) ist ein ehemaliger norwegischer Skispringer.

## Werdegang

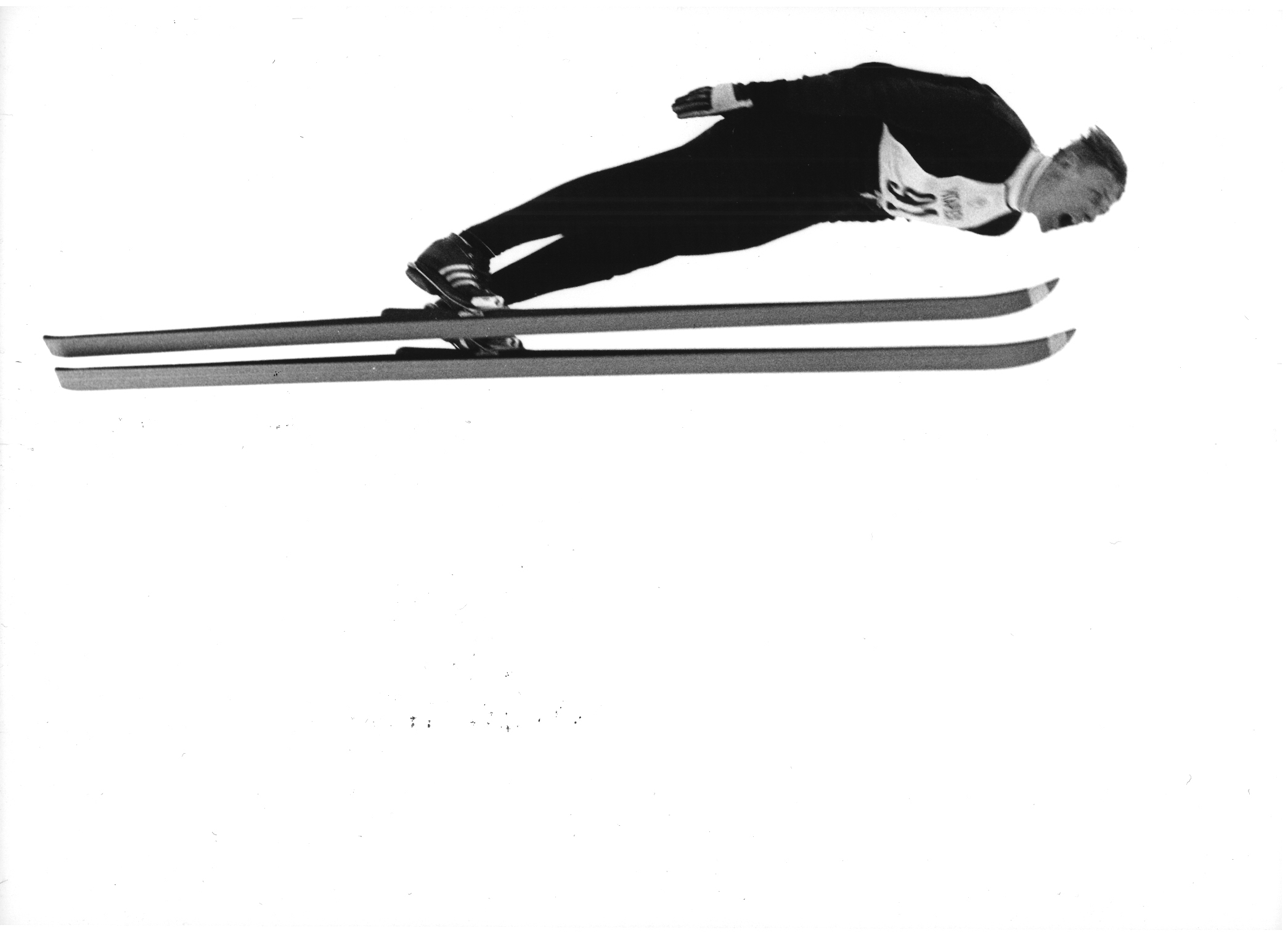
Lars Grini, Holmenkollen 1968

Grini, der anfangs für den Verein Søndre Ål Sportsklubb und später für Lyn IL startete, begann mit dem Skispringen auf dem Flaagenbakken in seiner Heimatstadt Gran. Er gab sein internationales Debüt bei der Vierschanzentournee 1965/66. Nach einem 80. Platz in Oberstdorf und einem 62. Platz in Innsbruck erreichte er in Bischofshofen Platz 24 und damit am Ende der Tournee den 71. Platz der Gesamtwertung. Nachdem er im Folgejahr nicht bei der Tournee antrat und bei den Norwegischen Meisterschaften 1967 in Voss hinter Bent Tomtum die Silbermedaille von der Normalschanze gewann, erreichte er bei der Vierschanzentournee 1967/68 in Oberstdorf das Podium und wurde am Ende hinter Dieter Neuendorf Zweiter. Dabei lag er überraschend vor seinem bis dahin dominierenden Landsmann Bjørn Wirkola. In Garmisch-Partenkirchen und Innsbruck konnte er erneut mit den Plätzen sechs und sieben überzeugen. In Oberstdorf gelang es Grini als erster Skispringer die 150-Meter-Marke zu erreichen, was seinerzeit gleichbedeutend mit dem Skisprungweltrekord war. Diesen hatte er einen Tag zuvor am selben Ort schon einmal mit 147 m aufgestellt, wurde jedoch noch am selben Tag von Kjell Sjöberg um einen Meter überboten.
Bei den Olympischen Spielen 1968 in Grenoble, die zugleich als Nordische Skiweltmeisterschaften gewertet wurden, gewann Grini auf der Großschanze die Bronzemedaille. Von der Normalschanze landete er auf dem 13. Platz. Kurze Zeit nach den Spielen gelang ihm erneut der Gewinn der Silbermedaille bei den Norwegischen Meisterschaften von der Normalschanze. Bei der Vierschanzentournee 1968/69 startete er schwach mit dem 69. Platz in Oberstdorf, konnte sich aber innerhalb kürzester Zeit wieder in die Weltspitze zurückkämpfen und verpasste in Innsbruck mit dem vierten Rang nur knapp das Podium, was er jedoch mit dem dritten Platz in Bischofshofen kurz darauf erreichte. Am Ende reichte es für den neunten Rang in der Gesamtwertung.
Die Vierschanzentournee 1969/70 begann er mit zwei vierten Plätzen in Oberstdorf und Garmisch-Partenkirchen konnte aber in Innsbruck an diese Leistung nicht anknüpfen und setzte daraufhin in Bischofshofen aus. Am Ende lag er wie bereits 1965/66 auf dem 71. Rang der Gesamtwertung. Bei den Nordischen Skiweltmeisterschaften in Štrbské Pleso gewann er wie zwei Jahre zuvor erneut die Bronzemedaille von der Normalschanze. Einige Wochen nach den Weltmeisterschaften gewann er bei den Norwegischen Meisterschaften 1970 in Trondheim seinen ersten nationalen Meistertitel.
Bei seiner letzten Vierschanzentournee 1971/72 konnte er nach nur mittelmäßigen Platzierungen den 35. Rang der Gesamtwertung erreichen.
Bei den Norwegischen Meisterschaften 1973 in Fåvang gewann er seinen zweiten nationalen Titel von der Normalschanze vor Frithjof Prydz und Bent Tomtum. Ein Jahr später gewann er in Meldal den Titel von der Großschanze. Es war sein letzter nationaler Erfolg. 1975 nahm Grini an der Internationalen Skiflugwoche in Vikersund teil und erreichte dort seine persönliche Bestweite von 164 m.

## Erfolge

### Weltrekorde
| #  | Schanze                      | Ort        | Land           | Weite   | aufgestellt am   | Rekord bis       |
| -- | ---------------------------- | ---------- | -------------- | ------- | ---------------- | ---------------- |
| 60 | Heini-Klopfer-Skiflugschanze | Oberstdorf | BR Deutschland | 147,0 m | 10. Februar 1967 | 10. Februar 1967 |
| 62 | Heini-Klopfer-Skiflugschanze | Oberstdorf | BR Deutschland | 150,0 m | 11. Februar 1967 | 12. März 1967    |

### Schanzenrekord
| Schanze                         | Ort     | Land        | Weite   | aufgestellt am | Rekord bis    |
| ------------------------------- | ------- | ----------- | ------- | -------------- | ------------- |
| Holmenkollbakken                | Oslo    | Norwegen    | 89,0 m  | 1965           | 1968          |
| Velikanka bratov Gorišek (K153) | Planica | Jugoslawien | 146,0 m | 21. März 1969  | 21. März 1969 |